# Michałów (Wołomin)
Pour les articles homonymes, voir Michałów.

Michałów (prononciation : [miˈxawuf]) est un village polonais de la gmina de Klembów dans le powiat de Wołomin de la voïvodie de Mazovie dans le centre-est de la Pologne.
Il se situe à environ 2 kilomètres au nord de Klembów (siège de la gmina), 10 kilomètres au nord-est de Wołomin (siège du powiat) et à 31 kilomètres au nord-est de Varsovie (capitale de la Pologne).

## Histoire
De 1975 à 1998, le village appartenait administrativement à la voïvodie d'Ostrołęka.